# Чемпионат мира по хоккею с мячом среди женщин 2008
Чемпионат мира по хоккею с мячом среди женщин 2008 является четвёртым женским чемпионатом мира по хоккею с мячом. Турнир прошёл в Бурленге, Швеция с 13 по 16 февраля 2008 года. Чемпионом мира в 4-й раз подряд стала сборная Швеции, обыгравшая в финале сборную России со счётом 5:2.

## Результаты

### Групповой турнир
| Место | Сборная   | И | В | Н | П | М       | +/- | Очки |
| ----- | --------- | - | - | - | - | ------- | --- | ---- |
| 1     | Швеция    | 6 | 6 | 0 | 0 | 51 — 1  | +50 | 12   |
| 2     | Россия    | 6 | 5 | 0 | 1 | 31 — 8  | +23 | 10   |
| 3     | Финляндия | 6 | 4 | 0 | 2 | 28 — 18 | +10 | 8    |
| 4     | Норвегия  | 6 | 2 | 1 | 3 | 10 — 15 | −5  | 5    |
| 5     | Канада    | 6 | 1 | 2 | 3 | 10 — 18 | −8  | 4    |
| 6     | США       | 6 | 1 | 1 | 4 | 5 — 28  | −23 | 3    |
| 7     | Венгрия   | 6 | 0 | 0 | 6 | 0 — 47  | −47 | 0    |

### Результаты матчей
| Дата       | Участники матча      | Результат |
| ---------- | -------------------- | --------- |
| 13 февраля | Финляндия — Венгрия  | 14 — 0    |
| 13 февраля | Норвегия — США       | 1 — 0     |
| 13 февраля | Швеция — Канада      | 10 — 1    |
| 13 февраля | Россия — Финляндия   | 9 — 1     |
| 13 февраля | Норвегия — Венгрия   | 7 — 0     |
| 13 февраля | Швеция — США         | 13 — 0    |
| 13 февраля | Канада — Россия      | 1 — 3     |
| 14 февраля | США — Финляндия      | 1 — 5     |
| 14 февраля | Венгрия — Швеция     | 0 — 7     |
| 14 февраля | Канада — Норвегия    | 1 — 1     |
| 14 февраля | США — Россия         | 0 — 9     |
| 14 февраля | Швеция — Финляндия   | 7 — 0     |
| 14 февраля | Венгрия — Канада     | 0 — 7     |
| 14 февраля | Россия — Норвегия    | 2 — 0     |
| 15 февраля | Венгрия — США        | 0 — 4     |
| 15 февраля | Швеция — Россия      | 6 — 0     |
| 15 февраля | Норвегия — Финляндия | 1 — 4     |
| 15 февраля | США — Канада         | 0 — 0     |
| 15 февраля | Россия — Венгрия     | 8 — 0     |
| 15 февраля | Норвегия — Швеция    | 0 — 8     |
| 15 февраля | Финляндия — Канада   | 4 — 0     |

## Финальный турнир

### Матч за 5-е место
| Дата       | Участники матча | Результат |
| ---------- | --------------- | --------- |
| 16 февраля | Канада — США    | 2 — 0     |

### Матч за 3-е место
| Дата       | Участники матча      | Результат |
| ---------- | -------------------- | --------- |
| 16 февраля | Финляндия — Норвегия | 5 — 3     |

### Финал
| Дата       | Участники матча | Результат |
| ---------- | --------------- | --------- |
| 16 февраля | Швеция — Россия | 5 — 2     |

## Бомбардиры
| #  | Игрок             | Голов |
| -- | ----------------- | ----- |
| 1. | Йоханна Петерссон | 17    |
| 2. | Миска Сувес       | 13    |

## Итоговая таблица чемпионата
|    | Команда   |
| -- | --------- |
|    | Швеция    |
|    | Россия    |
|    | Финляндия |
| 4. | Норвегия  |
| 5. | Канада    |
| 6. | США       |
| 7. | Венгрия   |